# Hylkykari (udde)
Hylkykari är en udde i Finland. Den ligger i Uleåborg i landskapet Norra Österbotten, i den centrala delen av landet, 500 km norr om huvudstaden Helsingfors.
Terrängen inåt land är mycket platt. Havet är nära Hylkykari åt nordväst.Runt Hylkykari är det ganska tätbefolkat, med 54 invånare per kvadratkilometer. Närmaste större samhälle är Uleåborg, 10,3 km öster om Hylkykari. 